# Ош, Сьюзан
Сьюзан Ош (англ. Susan Auch; род. 1 марта 1966, Виннипег, провинция Манитоба. Канада) — канадская конькобежка, специализирующаяся в шорт-треке. Участвовала в Олимпийских играх 1988, 1992, 1994, 1998, 2002 годов. Двукратный серебряный призёр зимних Олимпийских игр на дистанции 500 м. Двукратная чемпионка мира в шорт-треке.

## Ранние годы
Сьюзан Ош родилась в 1966 году в Виннипеге. Её родители отец Эберхард и мать Розмари эмигрировали в Канаду в 50-60 годах. Ещё с детства  Сьюзан и её двое братьев и сестёр активно занимались спортом. Начинали они с шорт-трека, а потом перешли в конькобежный спорт. Сьюзан начала кататься на коньках с 9 лет. В Виннипеге не было ледового катка, поэтому приходилось тренироваться на замёрзших озёрах. Позже стала тренироваться на овале парка Сарджента и в 1983 году пришли первые успехи на зимних играх Канады, где Сьюзан выиграла дистанции 400 и 800 метров и серебряную медаль в эстафете. Вскоре её взяли в национальную сборную по шорт-треку.

## 1985-1988 года
В 1985 году на чемпионате мира в Амстердаме выиграла бронзу на 500 метров и серебряную медаль в эстафете. В том же году на зимней Универсиаде в Италии выиграла дистанцию 1000 метров, стала второй на 500 и третьей на 3000 метров. На следующий год в Шамони Ош в эстафетной команде выиграла золотую медаль мирового первенства. В 1988 году на чемпионате мира в Сент-Луисе была выиграна в эстафете вторая золотая медаль, и буквально через две недели на Олимпийских играх в Калгари, где шорт-трек был демонстрационным видом спорта, заняла третье место в эстафете. И в том же году перешла из шорт-трека в конькобежный спорт на спринтерские дистанции.

## 1989-1992 года
В 1989 году Ош переезжает из Виннипега в Калгари, чтобы тренироваться в лучших условиях. Тренировали её брат Деррик Ош и Майк Маршалл. В 1990 и 1991 годах она выигрывала национальные чемпионаты в спринтерском многоборье в общем зачёте. А в 1992 году на Олимпийских играх в Альбервилле, заняла 6-е место на дистанции 500 метров. на Кубке мира заняла 2-е место на 500 метров в общем зачёте.

## 1993-1998 года
С 1993 по 1995 года Ош стала ещё трижды чемпионкой Канады в спринтерском многоборье, доведя до пяти побед. На зимних Олимпийских играх 1994 года в Лиллехаммере завоевала серебряную медаль на дистанции 500 м в конькобежном спорте, уступив американке Бонни Блэйр. После этого у Ош был перелом бедра. Несмотря на это, она продолжила участие в соревнованиях. В 1995 году заняла второе место на Кубке мира. На зимних Олимпийских играх 1998 года она повторила своё достижение 1994 года, уступив соотечественнице Катрионе Лемей-Доан.

## 1999-2002 года
В 1999 году объявила о завершении карьеры, однако вернулась, чтобы принять участие в Олимпийских играх 2002 года, где заняла только 21 место на дистанции 500 метров и 27-е на 1000 метров.
После Олимпийских игр 2002 года Ош завершила карьеру в спорте. В честь Ош назвали единственный в Виннипеге овал (ледовый каток).

## После карьеры
Она работала агентом по недвижимости в Калгари, выступала на телевидении. Изучала коммуникации в Университете Калгари. В 2008 году присоединилась к Совету директоров Speed Skating Canada, в 2017 году назначена президентом Совета директоров, и в 2017 году стала генеральным директором.

## Награды
- 1995 год - удостоена Премии Бобби Розенфельд
- 2003 год - введена в спортивный Славы и музей Манитобы
- 2010 год - введена в Олимпийский зал Славы Канады [7]
- 2015 год — введена в спортивный Славы Канады Её именем назван каток в Виннипеге [8]

## Внешние ссылки
- Профиль на isu Архивная копия от 24 июня 2021 на Wayback Machine
- Олимпийские результаты Архивная копия от 24 июня 2021 на Wayback Machine
- Официальный сайт Сьюзан Ош Архивная копия от 12 мая 2021 на Wayback Machine
- Биографические данные на olympics.com Архивная копия от 14 июня 2021 на Wayback Machine
- Официальный сайт Олимпийской сб.Канады Архивная копия от 22 июня 2020 на Wayback Machine
- Все результаты карьеры Ош Архивная копия от 12 мая 2021 на Wayback Machine
- Данные на speedskatingnews.info Архивная копия от 18 апреля 2021 на Wayback Machine
- Биографическая статья на memim.com Архивная копия от 24 июня 2021 на Wayback Machine